# NGC 3755
NGC 3755 (również PGC 35913 lub UGC 6577) – galaktyka spiralna z poprzeczką (SBc/P), znajdująca się w gwiazdozbiorze Wielkiej Niedźwiedzicy. Odkrył ją John Herschel 11 marca 1831 roku.